# Sallós Gábor
Sallós Gábor (Tarcal, 1924. augusztus 29. – Miskolc, 2011. december 21.) Jászai Mari-díjas magyar színész, rendező, színházigazgató, a Miskolci Nemzeti Színház örökös tagja.

## Életpályája
Színházrendezői szakon végzett a Színház- és Filmművészeti Főiskolán 1950-1954 között. 1954-1955 között a Szegedi Nemzeti Színház tagja lett, majd 1955-ben főrendezőként került a kaposvári Csiky Gergely Színházhoz. 
1960-ban kinevezték a színház igazgatójának, 1963-ig töltötte be ezt a tisztséget. 
1963-ban a Miskolci Nemzeti Színházhoz szerződött színészként, 5 éven át volt főrendező, majd 1968-tól 1979-ig a színház igazgatója is volt.

## Magánélete
1975-ben házasságot kötött Máthé Éva színésznővel, akivel 2004-ig élt együtt.

## Színpadi szerepei

### Szegedi Nemzeti Színház
- Ben Jonson: Volpone... Corbaccio
- Jókai Mór: A kőszívű ember fiai... Zichy
- Csiky Gergely: Mákvirágok... Zátonyi Bence
- Kálmán Imre: Marica grófnő... Jegyző
- Fényes Szabolcs: Paprikáscsirke... Kovács professzor
- Grimm-testvérek: Piroska és a farkas... Mese Misi
- Brecht: Svejk a második világháborúban... Tábori lelkész
- Horváth Jenő: A szabin nők elrablása... Bányai Márton, tanár
- Dobozy Imre: Szélvihar... Szusza Kis András
- Sarkadi Imre: Szeptember... Sándor
- Abay Pál: Szeress belém... Ernő
- Victorien Sardou: Szókimondó asszonyság... Lefebvre őrmester
- Bródy Sándor: A tanítónő... Prímás
- Bojcsuk: Üzlet az udvarban... Horváth Mihály, a 'Maestro'

### Kaposvári Csiky Gergely Színház
- Borisz Lavrenyov: Amerika hangja... Walter Kidd
- Eisemann Mihály: Bástyasétány 77... Sasek
- Csiky Gergely: Buborékok... Rábay Miklós
- Bágya András: Elveszem a feleségem... Elemér
- Shakespeare: Hamlet... Horatio
- Gáspár Margit: Hamletnek nincs igaza... Mike Gábor
- Grimm-testvérek: Hamupipőke... Mesemondó

### Miskolci Nemzeti Színház
| - Madách Imre: Az ember tragédiája... Második demagóg - Nádassy László: Feleség férj nélkül... Péter - Makszim Gorkij: Éjjeli menedékhely... Báró - Fényes Szabolcs: Maya... Rendőrfogalmazó - Lerner–Loewe: My Fair Lady... Doolittle - Kálmán Imre: Montmartre-i ibolya... Frascatti, hadügyminiszter - Trenyov: Ljubov Jarovája... Jarovoj - Friedrich Dürrenmatt: A nagy Romolus - Mrożek: Négyes - Karinthy Ferenc: Dunakanyar... Vendég - Benatzky: Az esernyős király... Jacques Morelli - O'Hara: Campbell felügyelő utolsó esete... Perkins, inas - Mrozek: Tangó - Méhes György: Harminchárom névtelen levél... Elemér - Alfonso Paso: Ön is lehet gyilkos!... Caballo felügyelő - Gyárfás Miklós: Dinasztia... Eumailosz - Dario Fo: Lopj kevesebbet!... Arnaldo, nagykereskedő - Gosztonyi János: Dániel és a krokodilok... Dániel - Szakonyi Károly: Hongkongi paróka... Sas béni - Gyurkovics Tibor: Őszinte részvétem (Csóka-család)... Lajos - Yliruusi: Börtönkarrier, avagy bohózat dalbetétekkel, ahogy azt a 'II. számú Finn Férfi Fegyintézet' elítéltjei és a 'Most és Mindörökké Nőegylet' Hölgytagjai szilveszter este bemutatják a hozzátartozóknak... Santeri, bártulajdonos - Choinski:...távollétében... Henry - Ivan Bukovčan: Struccok estélye... Marek - Fejes Endre: Vonó Ignác... Del Pietro Antal - Friedrich Dürrenmatt: Az öreg hölgy látogatása... Polgármester - Vörösmarty Mihály: Csongor és Tünde... Kalmár - Sarkadi Imre: Ház a város mellett... Vedres, szívspecialista - Az eltűnt kabaré nyomában - Bertolt Brecht: A szecsuáni jólélek... Második isten - Suassuna: A kutya testamentuma... Don Antonio - Scarnicci–Tarabusi: Kaviár és lencse... Raimondo - Schwajda György: Dr. Dolittle és az állatok... Doktor Dolittle - Tennessee Williams: Orfeusz alászáll... Talbot seriff - Lehár Ferenc: A mosoly országa... Egy tábornok - Bertolt Brecht: A vágóhidak Szent Johannája... Gloomb, munkás - Nyikolaj Vasziljevics Gogol: A revizor... A kórházigazgató - Erich Kästner: Emil és a detektívek... Asztmás úr - Müller Péter–Müller Péter Sziámi: Mária evangéliuma... Gáspár - Mihail Afanaszjevics Bulgakov: Zojka lakása... Pavel Fjodorovics Oboljanyikov - Kardos G. György: Villon és a többiek... Sermoise kanonok - Polgár András: Csak egy nap a világ... Kenéz doktor | - Alan Alexander Milne: Micimackó... Füles - Shakespeare: Szeget szeggel... Pompeius, csapos - Henrik Ibsen: Peer Gynt... Monsieur Ballon - Bertolt Brecht: Koldusopera... Smith - Gáli József: Daliás idők... Szitás Gergely - Shakespeare: Rómeó és Júlia... Montague - Szirmai Albert: Mágnás Miska... Korláthy gróf - Giovanni Boccaccio: A certaldói vásár... Cipolla, vándorló szerzetes - Bertolt Brecht: Galilei élete... A kövér prelátus - Jean Anouilh: Eurüdiké... Apa - Sarkadi Imre: Oszlopos Simeon... Müller - Gorin: A gyújtogató... Kriszipposz - John Arden: Musgrave őrmester tánca... Polgármester - Füst Milán: Negyedik Henrik király... Fülöp - Dosztojevszkij: A Karamazov testvérek... Trifon Boriszevics, vendéglős - Shakespeare: Ahogy tetszik... Ádám - Franz Schubert: Három a kislány... Novotny, titkosrendőr - Szigligeti Ede: Liliomfi... Szilvay professzor - Jaroslav Hašek: Svejk vagyok... Papírkereskedő, másutt kalauz, később Kákonyi - Frank Wedekind: Pandora szelencéje... Dr. Goll, egészségügyi főtanácsos - Anton Pavlovics Csehov: Lakodalom... Revunov-Karaulov - Aldo Nicolai: Hárman a padon... Bocca Libero - Horváth Péter: ABC (Gömbvillám a Szív utcában)... Öregember - Lev Nyikolajevics Tolsztoj: Háború és béke... Dolohov hadnagy - Gárdonyi Géza: Egri csillagok... Hegedűs István - Dumas: A kaméliás hölgy... Giray gróf - Friedrich Schiller: Stuart Mária... Paulet - Edmond Rostand: Cyrano de Bergerac... Bellerose - Ödön von Horváth: Mesél a bécsi erdő... Kapitány - Eisemann Mihály: Tokaji aszú... Hámori Alfonz - Dunai Ferenc: A nadrág - William Shakespeare: Macbeth... Siward, az angol hadsereg tábornoka - Arthur Schnitzler: Körmagyar... Férj - Weöres Sándor: Holdbéli csónakos... Dumuzi, sumír főpap - Trevor Griffiths: Komédiások... Bert Challenor - Csiky Gergely: A nagymama... Koszta - Nestroy: Szabaccság Mucsán... Miki - Georg Büchner: Danton halála... Simon - Agatha Christie: A vád tanúja... George Myers - Szomory Dezső: II. Lajos király... Szálkán prímás |

## Rendezései
| - Móricz Zsigmond: Nem élhetek muzsikaszó nélkül - Huszka Jenő: Mária főhadnagy - Mikszáth Kálmán: A Noszty fiú esete Tóth Marival - Horníček: Két férfi sakkban - Szakonyi Károly: Október útján - Benedek András: A garabonciás - Jean Cocteau: Rettenetes szülők - Mese a tűzpiros virágról - Ugo Betti: Bűntény a kecskeszigeten - Aldo Nikolaj: Rend a lelke mindennek - :Éljen az ifjú pár - Szabó Magda: Leleplezés - Choinski: Riadó - Urak és elvtársak - Kálmán Imre: Az ördöglovas - Eisemann Mihály: Anna-bál - Friedrich Schiller: Ármány és szerelem - Eisemann Mihály: Bástyasétány 77 - Kertész Imre: Bekopog a szerelem - Kálmán Imre: Csárdáskirálynő - Török Tamás: Dél keresztje - Adujev: Dohányon vett kapitány - Jack London: Az egérfogó | - Bágya András: Elveszem a feleségem - Hunyady József: Galambos korsó (Százszorszép szerelem) - Grimm testvérek: Hamupipőke - Kodály Zoltán: Háry János - Grimm testvérek: Jancsi és Juliska - Darvas József: Kormos ég - Jókai Mór: A kőszívű ember fiai - Tabi László: Különleges világnap - Bolten-Baeckers: Luna asszony - Lehár Ferenc: Luxemburg grófja - Kálmán Imre: Marica grófnő - Lehár Ferenc: A mosoly országa - Dunai Ferenc: A nadrág - Puccini: Pillangókisasszony - Fényes Szabolcs: Paprikáscsirke - Grimm fivérek: Piroska és a farkas - Gogol: A revizor - Móricz Zsigmond: Rokonok - Shakespeare kerestetik - Kristóf Károly: Szép Juhászné - Sarkadi Imre: Szeptember - Arthur Miller: Az ügynök halála - Lehár Ferenc: A víg özvegy |